# Storaccra
Storaccra (engelska Greater Accra) är en av Ghanas tio administrativa regioner och omfattar ett område runt Accra, landets huvudstad, vid kusten mot Guineabukten i Atlanten. Befolkningen uppskattades till 3,9 miljoner år 2007. 

## Administrativ indelning
Regionen är indelad i två storstäder, sex kommuner och två distrikt:
- Storstäder
  - Accra, Tema
- Kommuner
  - Adenta, Ashaiman, Ga East, Ga West, Ledzekuku-Krowor, Weija
- Distrikt
  - Dangme East, Dangme West